# Aire d'attraction d'Auchel - Lillers
L'aire d'attraction d'Auchel - Lillers est un zonage d'étude défini par l'Insee pour caractériser l’influence de la commune d'Auchel sur les communes environnantes..

## Définition
L'aire d'attraction d'une ville est composée d’un pôle, défini à partir de critères de population et d’emploi ainsi que d’une couronne constituée des communes dont au moins 15 % des actifs travaillent dans le pôle. Le pôle d’attraction constitue ainsi un point de convergence des déplacements domicile-travail,.

## Géographie
L’aire d'attraction d'Auchel - Lillers est une aire intra-départementale qui comporte 29 communes dans le Pas-de-Calais. 

### Carte

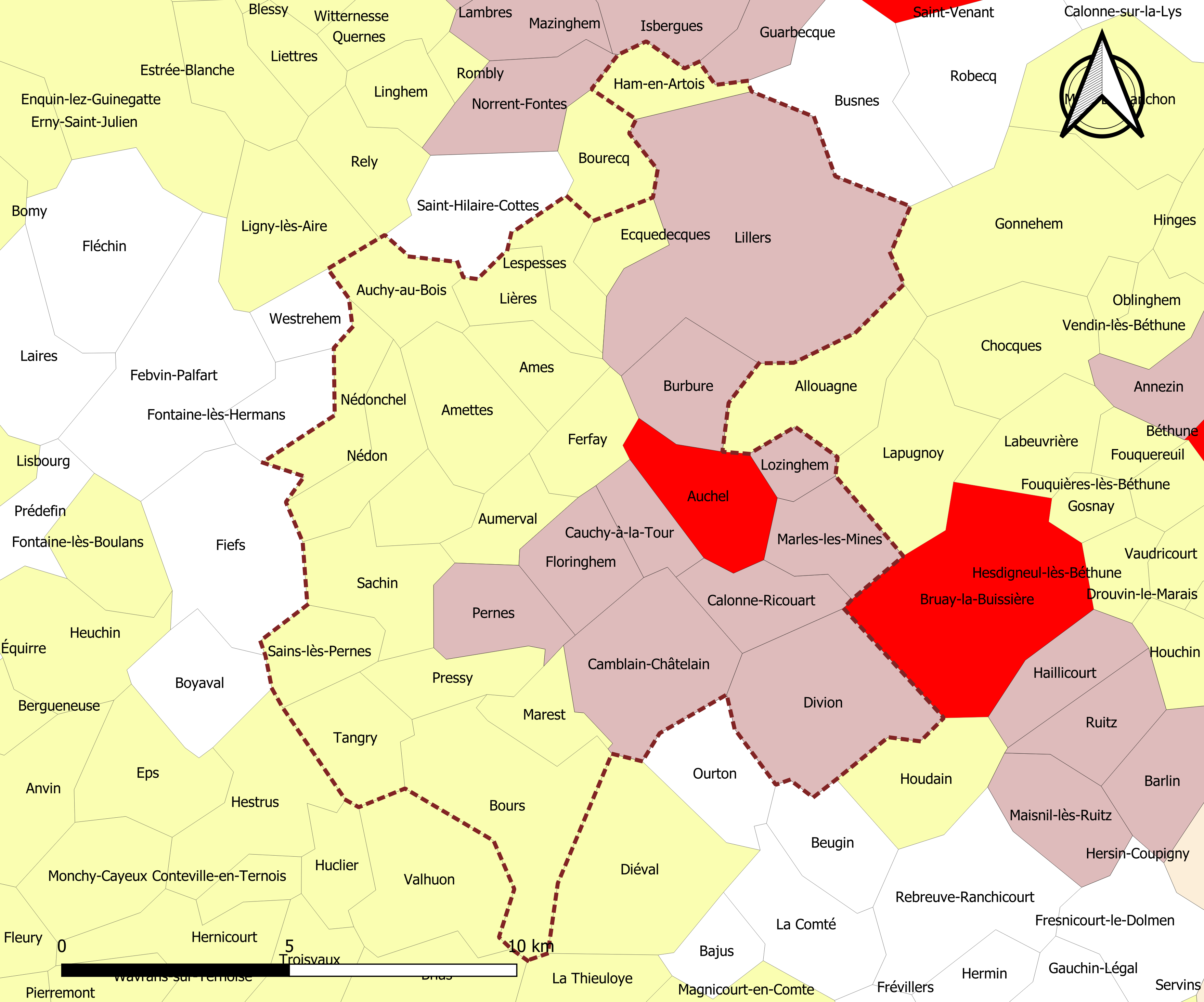
Carte de l'aire d'attraction d'Auchel - Lillers.
Commune-centre
Commune du pôle principal
Commune de la couronne

### Composition communale
| Nom                     | Code Insee | Département   | Statut                    | Superficie (km2) | Population (dernière pop. légale) | Densité (hab./km2) | Modifier                                    |
| ----------------------- | ---------- | ------------- | ------------------------- | ---------------- | --------------------------------- | ------------------ | ------------------------------------------- |
| Auchel (commune-centre) | 62048      | Pas-de-Calais | commune-centre            | 6,00             | 10 124 (2022)                     | 1 687              | modifier les données · modifier les données |
| Burbure                 | 62188      | Pas-de-Calais | commune du pôle principal | 5,53             | 2 827 (2022)                      | 511                | modifier les données · modifier les données |
| Calonne-Ricouart        | 62194      | Pas-de-Calais | commune du pôle principal | 4,61             | 5 416 (2022)                      | 1 175              | modifier les données · modifier les données |
| Camblain-Châtelain      | 62197      | Pas-de-Calais | commune du pôle principal | 10,04            | 1 766 (2022)                      | 176                | modifier les données · modifier les données |
| Cauchy-à-la-Tour        | 62217      | Pas-de-Calais | commune du pôle principal | 3,13             | 2 645 (2022)                      | 845                | modifier les données · modifier les données |
| Divion                  | 62270      | Pas-de-Calais | commune du pôle principal | 10,96            | 6 830 (2022)                      | 623                | modifier les données · modifier les données |
| Floringhem              | 62340      | Pas-de-Calais | commune du pôle principal | 4,65             | 883 (2022)                        | 190                | modifier les données · modifier les données |
| Lillers                 | 62516      | Pas-de-Calais | commune du pôle principal | 26,90            | 10 200 (2022)                     | 379                | modifier les données · modifier les données |
| Lozinghem               | 62532      | Pas-de-Calais | commune du pôle principal | 2,15             | 1 271 (2022)                      | 591                | modifier les données · modifier les données |
| Marles-les-Mines        | 62555      | Pas-de-Calais | commune du pôle principal | 4,55             | 5 437 (2022)                      | 1 195              | modifier les données · modifier les données |
| Pernes                  | 62652      | Pas-de-Calais | commune du pôle principal | 4,58             | 1 586 (2022)                      | 346                | modifier les données · modifier les données |
| Ames                    | 62028      | Pas-de-Calais | commune de la couronne    | 3,51             | 660 (2022)                        | 188                | modifier les données · modifier les données |
| Amettes                 | 62029      | Pas-de-Calais | commune de la couronne    | 6,82             | 466 (2022)                        | 68                 | modifier les données · modifier les données |
| Auchy-au-Bois           | 62049      | Pas-de-Calais | commune de la couronne    | 4,27             | 549 (2022)                        | 129                | modifier les données · modifier les données |
| Aumerval                | 62058      | Pas-de-Calais | commune de la couronne    | 3,42             | 194 (2022)                        | 57                 | modifier les données · modifier les données |
| Bailleul-lès-Pernes     | 62071      | Pas-de-Calais | commune de la couronne    | 3,49             | 409 (2022)                        | 117                | modifier les données · modifier les données |
| Bours                   | 62166      | Pas-de-Calais | commune de la couronne    | 11,84            | 588 (2022)                        | 50                 | modifier les données · modifier les données |
| Ecquedecques            | 62286      | Pas-de-Calais | commune de la couronne    | 2,63             | 510 (2022)                        | 194                | modifier les données · modifier les données |
| Ferfay                  | 62328      | Pas-de-Calais | commune de la couronne    | 3,89             | 868 (2022)                        | 223                | modifier les données · modifier les données |
| Ham-en-Artois           | 62407      | Pas-de-Calais | commune de la couronne    | 3,20             | 947 (2022)                        | 296                | modifier les données · modifier les données |
| Lespesses               | 62500      | Pas-de-Calais | commune de la couronne    | 3,09             | 401 (2022)                        | 130                | modifier les données · modifier les données |
| Lières                  | 62508      | Pas-de-Calais | commune de la couronne    | 3,24             | 340 (2022)                        | 105                | modifier les données · modifier les données |
| Marest                  | 62553      | Pas-de-Calais | commune de la couronne    | 3,16             | 280 (2022)                        | 89                 | modifier les données · modifier les données |
| Nédon                   | 62600      | Pas-de-Calais | commune de la couronne    | 4,89             | 156 (2022)                        | 32                 | modifier les données · modifier les données |
| Nédonchel               | 62601      | Pas-de-Calais | commune de la couronne    | 3,89             | 347 (2022)                        | 89                 | modifier les données · modifier les données |
| Pressy                  | 62669      | Pas-de-Calais | commune de la couronne    | 4,33             | 299 (2022)                        | 69                 | modifier les données · modifier les données |
| Sachin                  | 62732      | Pas-de-Calais | commune de la couronne    | 5,90             | 320 (2022)                        | 54                 | modifier les données · modifier les données |
| Sains-lès-Pernes        | 62740      | Pas-de-Calais | commune de la couronne    | 4,20             | 303 (2022)                        | 72                 | modifier les données · modifier les données |
| Tangry                  | 62805      | Pas-de-Calais | commune de la couronne    | 4,84             | 264 (2022)                        | 55                 | modifier les données · modifier les données |

## Démographie
Cette aire est catégorisée dans les aires de 50 000 à moins de 200 000 habitants, une catégorie qui regroupe 18,4 % de la population au niveau national,.